# Kasidit Kalasin
Kasidit Kalasin (thailändisch กษิดิศ กาฬสินธุ์, * 2. Juli 2004 in Chanthaburi), auch als Pup bekannt, ist ein thailändischer Fußballspieler.

## Karriere
Kasidit Kalasin erlernte das Fußballspielen in Jugendmannschaft des Chonburi FC. Hier unterschrieb er am 1. Januar 2021 auch seinen ersten Profivertrag. Der Verein aus Chonburi spielte in der ersten Liga. Von Juni 2021  bis Saisonende wurde er an den Drittligisten Uthai Thani FC ausgeliehen. Der Verein aus Uthai Thani spielte in der Northern Region der Liga. Am Ende der Saison feierte er mit Uthai Thani die Meisterschaft und den Aufstieg in die zweite Liga. Nach der Ausleihe kehrte er nach Chonburi zurück. Sein Erstligadebüt gab Kasidit Kalasin am 31. August 2022 (1. Spieltag) im Heimspiel gegen den BG Pathum United FC. Hier wurde er in der 80. Minute für Sumanya Purisai eingewechselt. Chonburi gewann das Spiel durch ein Tor des Brasilianers Danilo Alves mit 1:0. Im Januar 2023 wechselte er auf Leihbasis zum Zweitligisten Samut Prakan City FC. Für den Verein aus Samut Prakan bestritt er fünf Zweitligaspiele. Nach der Ausleihe kehrte er im Sommer 2023 nach Chonburi zurück. Am Ende der Saison 2023/24 belegte er mit Chonburi den 14. Tabellenplatz und musste somit in die zweite Liga absteigen. Am Ende der Saison 2024/25 feierte er mit Chonburi die Zweitligameisterschaft sowie den Aufstieg in die erste Liga. Im Sommer 2025 wurde er an den Drittligisten Navy FC ausgeliehen. Mit dem Verein aus Sattahip spielt er in der Eastern Region der Liga.

## Erfolge
Uthai Thani FC
- Thai League 3 – North: 2021/22  ▲

Chonburi FC
- Thailändischer Zweitligameister: 2024/25  ▲